# Groot verlof
Onder groot verlof verstaat men in Nederland de tijd gedurende welke de dienstplichtige zich niet in werkelijke dienst bevindt of moet bevinden.
Elke mannelijke Nederlander die op 1 februari van het jaar waarin hij de leeftijd van 17 jaar bereikt als ingezetene in een basisadministratie persoonsgegevens is ingeschreven, wordt voor de dienstplicht ingeschreven. Daar komen bij degenen die op dat moment niet in het land waren, of later pas Nederlander zijn geworden en voor 1 januari van het jaar, waarin zij de leeftijd van 35 jaar bereiken, als ingezetene in een basisadministratie persoonsgegevens worden ingeschreven.
Aan gewoon dienstplichtigen wordt na de vervulling van de werkelijke dienst voor eerste oefening op grond van de Dienstplichtwet groot verlof verleend. Daarmee worden ze aangemerkt als dienstplichtigen, die uitsluitend verplicht zijn:
- in gewone omstandigheden voor herhalingsoefeningen in werkelijke dienst te komen; en
- in buitengewone omstandigheden in werkelijke dienst te komen.

Deze verplichting gevolg te geven aan een oproeping blijft op hen rusten
- tot 1 oktober van het jaar waarin de leeftijd van 35 jaar wordt bereikt, voor zover zij als dienstplichtige geen rang hebben bekleed; of
- tot 1 oktober van het jaar waarin de leeftijd van 40 jaar wordt bereikt, voor zover zij als dienstplichtige een onderofficiersrang hebben bekleed.

Zij kunnen opnieuw voor een keuring worden opgeroepen.
Bij algemene maatregel van bestuur kunnen regels worden gesteld voor herhalingsoefeningen in werkelijke dienst.